# 朗蒂
朗蒂（法語：Renty，法語發音：[ʁɑ̃ti]）是法国上法蘭西大區加来海峡省的一个市镇，属于圣奥梅尔区。

## 地理
朗蒂（50°35'0"N, 2°4'22"E）面积15.67 平方千米，位于法国上法蘭西大區加来海峡省，该省份为法国北部沿海省份，西北濒北海，南至索姆省，东临北部省。
与朗蒂接壤的市镇（或旧市镇、城区）包括：蒂扬布罗讷、欧丹克坦、旧库佩勒、福康贝格、吕米伊、韦尔绍克。

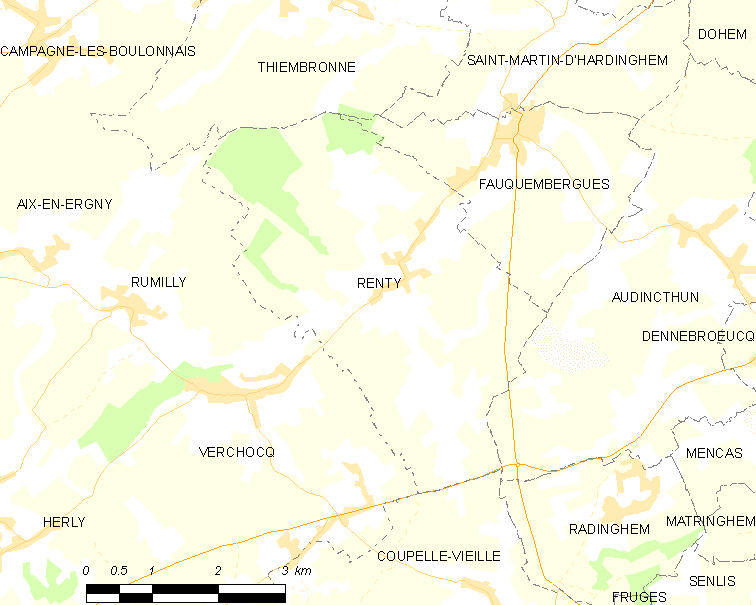
朗蒂的OSM定位图

朗蒂的时区为UTC+01:00、UTC+02:00（夏令时）。

## 行政
朗蒂的邮政编码为62560，INSEE市镇编码为62704。

## 政治
朗蒂所属的省级选区为弗吕日县。

## 人口

1962-2008年间朗蒂人口变化图示

朗蒂于2022年1月1日时的人口数量为589人。